# いわき中央インターチェンジ

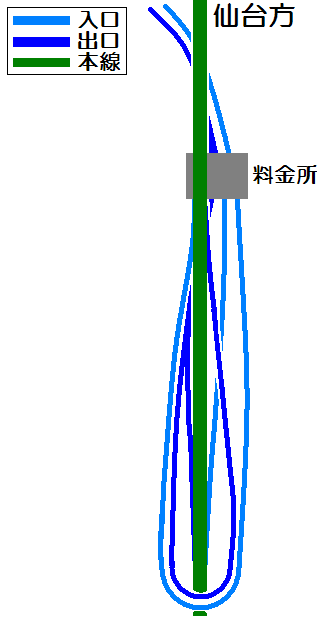
インターチェンジ概略図

いわき中央インターチェンジ（いわきちゅうおうインターチェンジ）は、福島県いわき市好間町北好間にある、常磐自動車道のインターチェンジ。
東日本高速道路株式会社東北支社いわき管理事務所が供設されている。
また、本稿では併設する高速バス停留所であるいわき中央バスストップ（いわきちゅうおうバスストップ）についても記述する。

## 概要
いわき市平地区郊外に位置しており、いわき駅やいわき市中心市街地への最寄ICである。
開通は1988年3月だったが、当初は常磐自動車道の終点が仙台ではなくいわきであり、常磐自動車道の終点として計画されたICであった。このため、開通当初は本線料金所を経て、直接国道49号と平面交差点により接続されていた。後にいわき中央ICより相馬・仙台方面への延伸に伴ってフルICとして整備されたため、敷地の都合から変形Y字型の複雑な線形になっている。料金所などは本線の高架下に位置する。
延伸に伴うフルIC化から長らく当ICより三郷方面が4車線、仙台方面が暫定2車線であったが、2021年3月30日より当ICからいわき四倉ICまでの区間が4車線化された。

## 歴史
- 1988年（昭和63年）3月24日：日立北IC - いわき中央IC間開通に伴い、供用開始[2]。
- 1999年（平成11年）3月25日：いわき中央IC - いわき四倉IC間開通[2]。

## 周辺
- 飯野平城跡
- 白水阿弥陀堂
- 磐城平城跡
- 飯野八幡宮
- いわき駅（JR東日本・常磐線/磐越東線）
- いわき平競輪場
- いわき好間中核工業団地
- 叶田団地

## 道路
- E6 常磐自動車道（17番）

## 接続する道路
- 直接接続
  - 国道49号（平バイパス）

## 料金所
- ブース数：8

### 入口
- ブース数：3
  - ETC専用：1
  - 一般：2

### 出口
- ブース数：5
  - ETC専用：1
  - 一般：4

## いわき中央バスストップ
料金所外に高速バスのバス停留所が併設されている。営業上のバス停名はいわき中央インター。バス利用者のための無料駐車場がある。なお、当インターチェンジの西側約200mの場所には「いわき好間（よしま）」停留所があり、高速バスはこちらにも停車する。いわき好間にも無料駐車場がある。2017年7月から常磐道の4車線化工事に伴いいわき中央インター乗り場は廃止、通過している（降り場では通常通り降りられる）。

### 停車路線
- いわき号 いわき - 東京線（新常磐交通・JRバス関東・東武バスセントラル）
いわき湯本インター - いわき好間（下りのみ） - いわき中央インター - いわき好間（上りのみ） - 叶田団地入口
- 新宿いわき号 いわき - 新宿線（JRバス関東）
いわき湯本インター - いわき好間（下りのみ） - いわき中央インター - いわき好間（上りのみ） - 叶田団地入口
- シーガル号（新常磐交通・近鉄バス）
- 東京ディズニーリゾート - 日立・いわき線（新常磐交通・日立電鉄交通サービス・京成トランジットバス）
いわき湯本インター - いわき好間（下りのみ） - いわき中央インター - いわき好間（上りのみ） - いわき駅
- 仙台 - いわき線（新常磐交通）
広野IC - いわき好間（いわき行のみ） - いわき中央インター - いわき好間（いわき発のみ） - いわき湯本インター
- 福島 - いわき線（新常磐交通・福島交通）
- 会津若松 - 郡山 - いわき線（新常磐交通・福島交通・会津バス）
小野インター - いわき好間（いわき行のみ） - いわき中央インター - いわき好間（いわき発のみ） - 叶田団地入口

## 隣
E6 常磐自動車道
(16)いわき湯本IC - 湯ノ岳PA - (16-1)いわきJCT - (17)いわき中央IC - 四倉PA - (18)いわき四倉IC